# Argyrosaurus
Argyrosaurus este un gen de dinozaur titanozaur sauropod care a trăit acum 70 de milioane de ani în urmă, în timpul Cretacicului târziu unde astăzi este Argentina.

## Descoperire

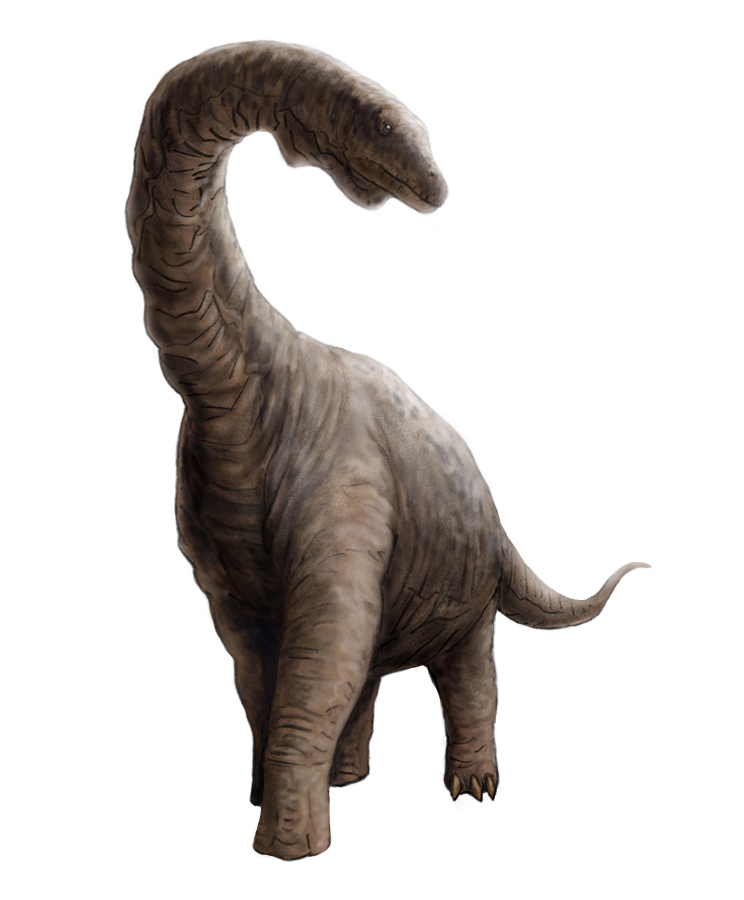
Hypothetical life restoration

Specia tip, Argyrosaurus superbus, a fost descrisă în mod formal de Richard Lydekker în 1893.
Specimenul holotip al Argyrosaurus superbus este un imens membru stâng, MLP 77-V-29-1 găsit la râul Chico, din formațiunea Lago Colhué Huapi în Patagonia. Materialul include: humerusul, ulna, radius și toate cele cinci metacarpiene. Informațiile stratiografice recente din formațiunea Lago Colhue Huapi au arătat că holotipul a fost colectat dintr-un strat datat la vechimea Maastrichtului târziu mai degrabă decât Coniacianul timpuriu.
Denumirea genului înseamnă „șopârlă de argint” din grecescul argyros, „argint” și sauros, „șopârlă”, deoarece a fost descoperită în Argentina, care înseamnă literalmente „pământ de argint”. 
Când a fost descoperit, membrele anterioare aparent făceau parte dintr-un schelet complet, cu toate acestea, în timpul săpăturilor, restul rămășițelor au fost complet distruse. 

## Descriere

A hypothetical scale diagram showing the Argyrosaurus holotype forelimb compared to some humans, with known material in white

Argyrosaurus a fost un sauropod de dimensiuni medii estimat la 17 metri lungime și 12 tone greutate, potrivit lui Paul Gregory. În 2012, Thomas Holtz a dat o estimare mai mare la 28 de metri lungime și o greutate posibilă de 43,5-50,8 tone. Mai recent, a fost estimat la 21 metri lungime și 26 tone greutate.
Se distinge de alte genuri prin arcuri vertebrale deosebit de înalte și scurte. Radius și cubitus erau robuste, oasele metacarpiene erau lungi la fel ca la reprezentanții Macronaria. Humerus prezintă un capăt dreptunghiular superior, similar cu titanosaurii Saltasaurus și Opisthocoelicaudia. O caracteristică importantă care confirmă clasificarea în Titanosauria este un vârf osos pronunțat la capătul superior al cubitusului.